# كامبل براون (لاعب كرة قدم أسترالية)
كامبل براون (بالإنجليزية: Campbell Brown)‏ هو لاعب كرة قدم أسترالية أسترالي، ولد في 28 أغسطس 1983 في برث في أستراليا.

## وصلات خارجية
- كامبل براون على موقع AustralianFootball.com (الإنجليزية)
- كامبل براون على موقع AFLtables.com (الإنجليزية)